# Transporthubschraubergeschwader 34
Das Transporthubschraubergeschwader 34 Werner Seelenbinder war ein Verband der Luftstreitkräfte der NVA der DDR. Seine Hauptaufgaben umfassten neben dem Lufttransport auch von 1962 bis 1981 die Ausbildung von Hubschrauberpiloten. Aus dem THG-34 gingen alle nachfolgend aufgestellten Drehflüglereinheiten der NVA hervor. Im Einzelnen waren das die Hubschrauberstaffel 16 sowie die Geschwader KHG-3, KHG-5, MHG-18 und HAG-35.

## Vorgeschichte

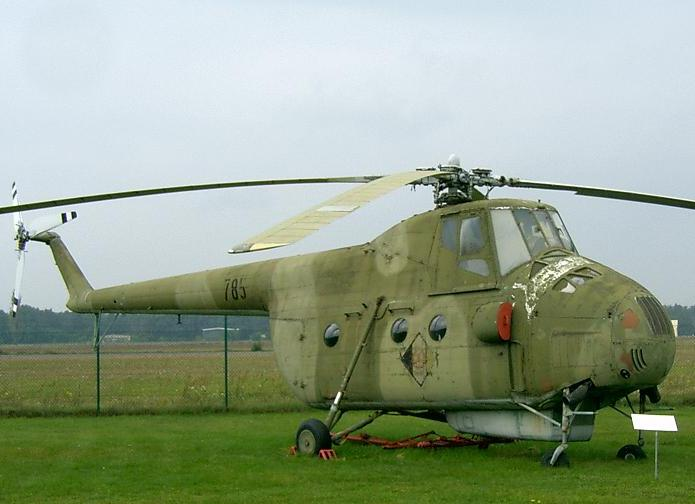
Mi-4A des TAG-4, einem Vorläufer des THG-34

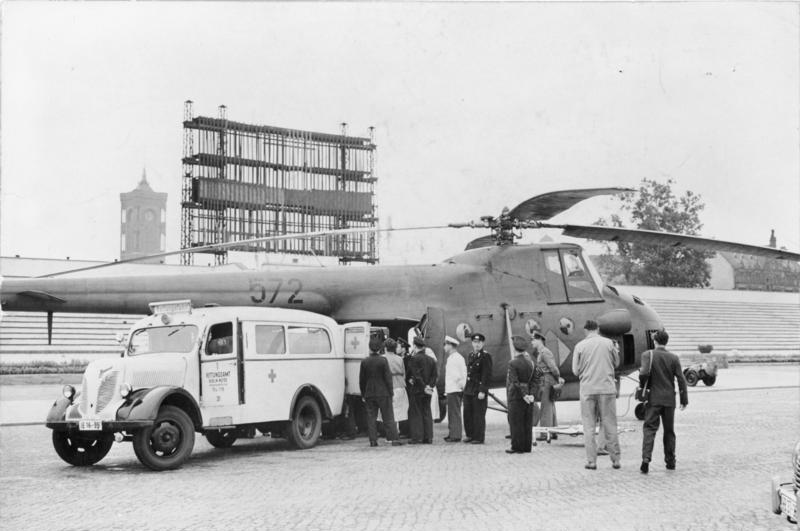
Mi-4A (572) des Geschwaders bei einem Krankentransport (1959)

Die erste Hubschraubereinheit der NVA wurde 1957 in Staffelstärke auf dem Flugplatz Cottbus-Nord aufgestellt und umfasste sechs Piloten und sieben Techniker unter dem Kommando von Oberleutnant Siegfried Müller. Die Einheit absolvierte zunächst in Berlin-Schönefeld einen Ausbildungslehrgang für den Hubschrauber Mi-4 beim 226. OSAP (Selbstständiges Gemischtes Fliegerregiment) der sowjetischen Streitkräfte, wo am 27. Juni der Staffelkommandeur seinen ersten Freiflug absolvierte. Im Juli wurden die ersten Mi-4A-Helikopter angeliefert und die „Hubschrauberstaffel Müller“ verlegte auf den ehemaligen Junkers-Werkflugplatz nach Dessau, wo sie der dortigen Transportfliegerschule unterstellt wurde und ab August ihren Dienst aufnahm, der unter anderem auch in der Ausbildung weiterer Hubschrauberführer bestand. Am 5. November 1957 wurde die Transportfliegerschule Dessau zum Transportfliegerausbildungsgeschwader 4 (TAG-4) umgebildet und dem Kommando der Fliegerschule der LSK/LV mit Sitz des Stabes in Bautzen (Kommandeur Walter Lehweß-Litzmann) unterstellt. Innerhalb von insgesamt vier Fliegerausbildungsgeschwadern bildete die zu der Zeit mit je vier Mi-4 und Mi-1 ausgerüstete Einheit die 8. Staffel. Im Februar 1958 begann auch die Ausbildung auf dem Hubschrauber Mi-1, allerdings vorerst unter Anleitung eines russischen Instrukteurs und auf nach Dessau verlegten Maschinen einer in Zerbst stationierten sowjetischen Einheit, da die ersten ab Ende 1957 gelieferten polnischen Lizenzbauten SM-1 über kein Doppelsteuer verfügten.
Am 5. Januar 1959 erfolgte die Verlegung der Staffel zum neuen Standort Brandenburg-Briest, wobei die SM-1-Kette aufgrund der unzureichenden Ausbildung der Besatzungen nicht überflogen werden konnte, sondern per Straßentransport überführt werden musste. Der Flugplatz war bereits im März 1957 von der Fliegerschule Dessau übernommen und unter anderem auch durch die kurzzeitige Stationierung der Mi-4-Kette von April bis Ende 1957 für die Ausbildung genutzt worden.

## Geschichte
Nach erfolgter Herauslösung der Einheit aus dem TAG-4 wurde am 1. Februar 1959 das Hubschraubergeschwader, vorerst noch ohne Einheitennummer und mit direkter Unterstellung unter den Chef der LSK/LV, aufgestellt. Gegliedert war es in eine Mi-4-Staffel, eine SM-1-Staffel, die Fliegertechnische Kompanie 19 (FTK, ab 1. Dezember 1960 FTB, Fliegertechnisches Bataillon) und die Technische Durchsicht- und Kontrollgruppe (TDK).
Im September 1959 wurde innerhalb des Geschwaders eine Seekette – das spätere MHG-18 – gebildet und nach Parow ausgegliedert. Am 1. Januar 1961 wurde auf Befehl des Verteidigungsministers an die Einheit die Bezeichnung Hubschraubergeschwader 31 (HG-31) vergeben. Das FTB-19 wurde in FTB-31 umbenannt. Mit der Zuführung von 40 Offiziersschülern begann im Februar 1962 die Ausbildung von Hubschrauberpersonal auf dem SM-1. Im Oktober 1963 wurde eine zweite Mi-4-Staffel aufgestellt, 1964 bzw. 1965 kamen jeweils eine Staffel hinzu, so dass das HG-31 über insgesamt fünf Staffeln verfügte, aus denen 1964 drei Grenzketten gebildet und den Grenztruppen der DDR unterstellt wurden. Daraus entstand später die HS-16. Am 1. Dezember 1966 erfolgte eine erneute Umstrukturierung und die Gliederung des Bodenpersonals in Staffeln. Gebildet wurden u. a. eine Wartungs- und Reparaturstaffel (WRS) und eine Flugdienststaffel (FDS); die Technische Durchsicht- und Kontrollgruppe wurde in Kontroll- und Reparaturstaffel (KRS) umbenannt.

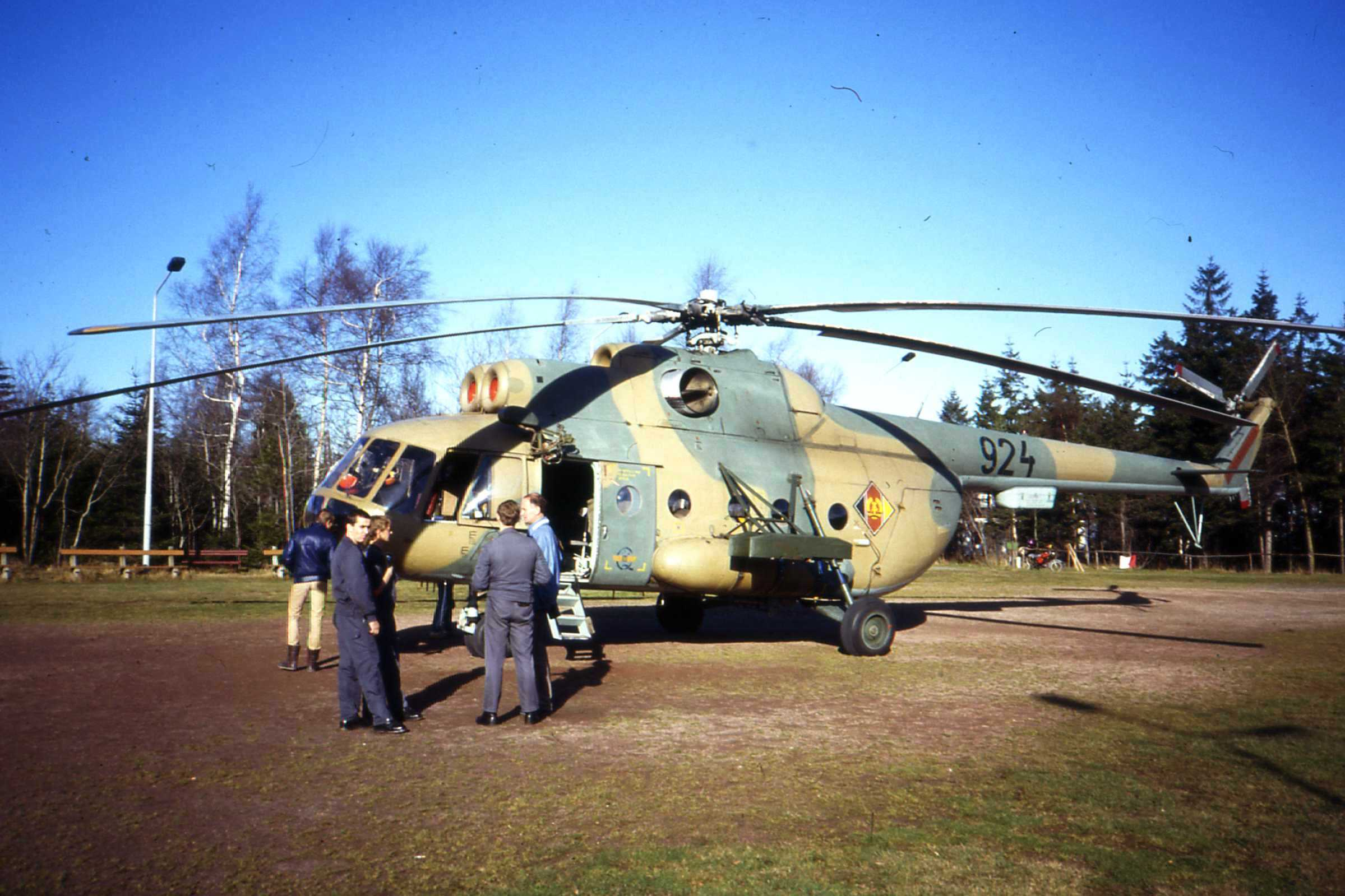
Mi-8T des THG-34 (1989)

1968 bereitete sich das Geschwader als erste Einheit der NVA auf die Einführung des Hubschraubers Mi-8 vor. Zu diesem Zweck absolvierten 13 Hubschrauberführer und 16 Angehörige des Bodenpersonals vom 13. Mai bis zum 20. Juli 1968 einen Umschulungslehrgang in Krementschug. Die ersten drei Mi-8T wurden im August geliefert, mit denen am 20. September der erste Flugdienst durchgeführt wurde.
Am 1. März 1971 wurde das HG-31 in Hubschraubergeschwader 34 (HG-34) umbenannt, das FTB-31 konsequenterweise in FTB-34. In Vorbereitung auf eine vermehrte Ausbildung von Piloten in Hinblick auf eine Vergrößerung des Mi-8-Bestandes sowie eine geplante Aufstellung von Kampfhubschrauberverbänden innerhalb der NVA wurde das HG-34 am 1. Dezember 1971 nochmals umgebildet und auf fünf Staffeln erweitert.
Im April 1972 begann die Einführung des Mi-2 als Ersatz für den Schulhubschrauber SM-1, der nun schrittweise ausgemustert wurde. Diese Zeitspanne mit der Verwendung vier verschiedener Hubschraubertypen bis in das Jahr 1973 hinein ist in der Geschichte des THG-34 einmalig. Den ersten Dienst versahen Mi-2 am 19. Mai 1972.
Im November 1975 wurde aus der 5. Staffel des HG-34 der erste Kampfhubschrauberverband der NVA, das Hubschraubergeschwader 54, gebildet und nach Basepohl verlegt, später erfolgte die Bildung der Hubschrauberstaffel 64, aus der das KHG-3 hervorging. Nach Ende des Ausbildungsjahres 1978/79 begann die Ausmusterung des Mi-4; der Letzte wurde 1980 aus den Bestandslisten des HG-34 gestrichen und in das Magyar Repüléstörténeti Múzeum in Szolnok überflogen.
Im Dezember 1981 wurde die 3. Staffel aus dem Geschwader herausgelöst. Sie bildete als Hubschrauberausbildungsstaffel 35 den Grundstock für das HAG-35 und war von diesem Zeitpunkt an alleinig für die Ausbildung künftiger Hubschrauberpiloten zuständig. Von dieser Aufgabe entbunden, erhielt das bisherige HG-34 die nunmehr endgültige Bezeichnung Transporthubschraubergeschwader 34. Das THG-34 wurde am 30. Juli 1982 dem FO FAFK unterstellt. Während seiner Dienstzeit nahm es an mehreren Manövern der Warschauer Vertragsstaaten teil, das waren unter anderem „Oder-Neiße 69“, „Waffenbrüderschaft 70“, „Schild 76“, „Waffenbrüderschaft 80“, „JUG 84“, „Drushba 86“, „Drushba 88“. Ab 1. April 1987 war es in das Diensthabene System eingebunden und hielt von April bis Oktober deshalb jeweils in Brandenburg-Briest und in Strausberg einen Mi-8T in ständiger Alarmbereitschaft.
Nach der politischen Wende wurden die mit einer Winde LPG-150 ausgerüsteten Mi-8T des THG-34 in der 1. Staffel zusammengefasst und für SAR- und Luftrettungsaufgaben verwendet. Von April bis Oktober 1990 flogen sie als SAR 91 von Brandenburg-Briest aus 61 Einsätze mit 148 Flugstunden, SAR 98 am Flughafen Erfurt erreichte bei 197 Einsätzen 189 Flugstunden. Am 2. Oktober 1990 wurde mit dem Einholen der Truppenfahne die Geschichte des THG-34 beendet.

## Kommandeure

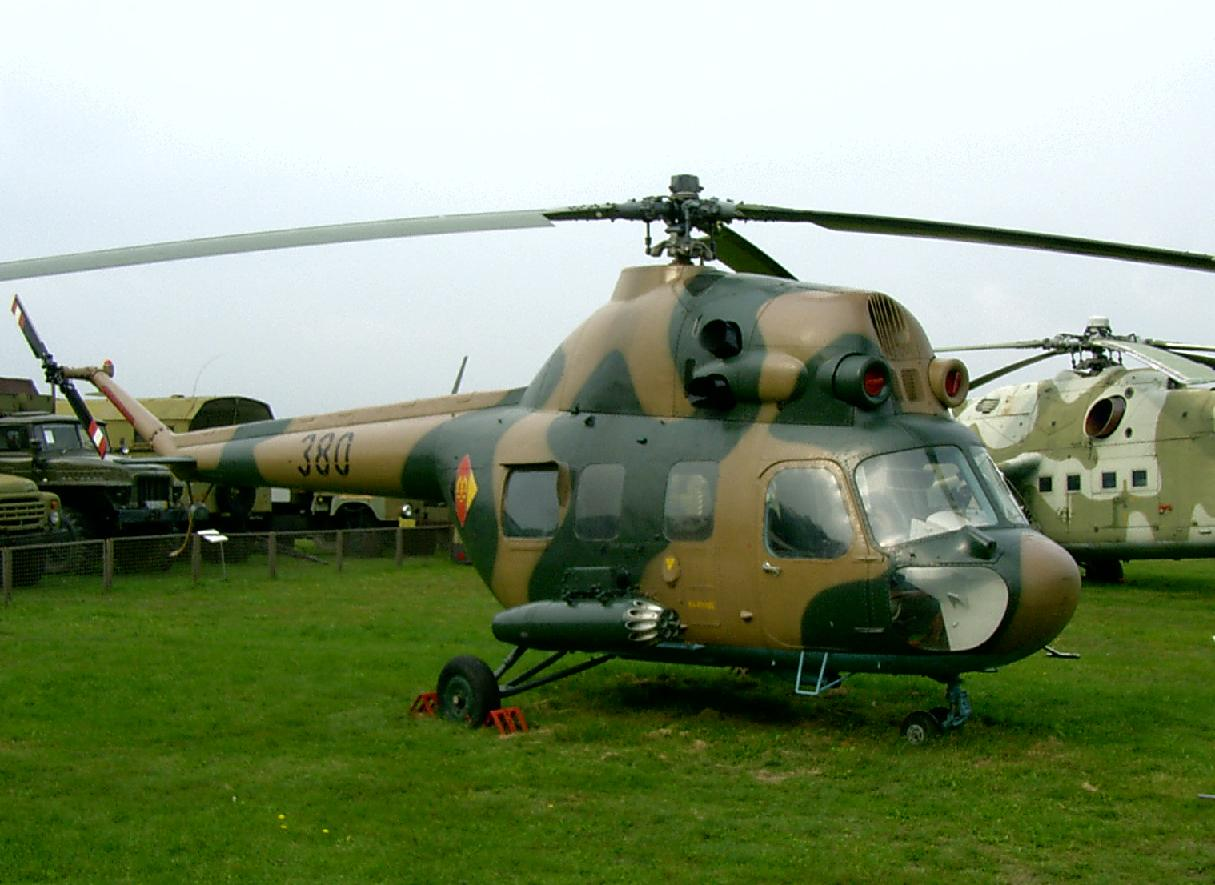
Mi-2 des HG-34 (1972–1975)

| Dienstgrad     | Name              | Dienstzeit                          | Anmerkungen |
| -------------- | ----------------- | ----------------------------------- | ----------- |
| Hauptmann      | Wilhelm Eis       | 5. Januar 1959 – 1962               |             |
| Major          | Theo Pötsch       | 1962 – 26. März 1965                |             |
| Major          | Wolfgang Gleis    | 27. März 1965 – 1. August 1970      |             |
| Hauptmann      | Gottfried Adler   | 2. August 1970 – 26. August 1970    |             |
| Oberst         | Wolfgang Gleis    | 27. August 1970 – 16. November 1975 |             |
| Oberstleutnant | Horst Witte       | 17. November 1975 – 21. April 1978  |             |
| Oberst         | Henry Richter     | 22. April 1978 – 15. November 1983  |             |
| Oberstleutnant | Reinhard Streisel | 16. November 1983 – 2. Oktober 1990 |             |